# Albert Defant
Albert Joseph Maria Defant (* 12. Juli 1884 in Trient; † 24. Dezember 1974 in Innsbruck) war ein österreichischer Meteorologe und Ozeanograph. Er hat bedeutende Beiträge zum Verständnis der Physik der Atmosphäre geleistet und gilt als einer der Begründer der physikalischen Ozeanographie.

## Leben
Albert Defant wurde zu einer Zeit geboren, als Trient zu Österreich-Ungarn gehörte. Trient ist seit 1919 Trento in Italien. Albert Defant besuchte Schulen in Trient und Innsbruck und studierte dann ab 1902 Mathematik, Physik und Geophysik an der Universität Innsbruck. Während seines Studiums wurde er Mitglied der Universitätssängerschaft Skalden zu Innsbruck.
Defant wurde 1906 an der Universität Innsbruck promoviert mit einer Dissertation über Tropfengrößen bei Regenfällen. Ab 1907 arbeitete er an der Zentralanstalt für Meteorologie und Geodynamik in Wien, Österreich. 1909 habilitierte er sich an der Universität von Wien mit einer Arbeit über Seespiegelschwankungen des Gardasees. Bis 1918 arbeitete er in der Zentralanstalt und befasste sich vorwiegend mit Fragen der atmosphärischen Physik, insbesondere in Gebirgsregionen. Auch bei praktischen Problemen der Wettervorhersage sammelte er Erfahrungen. In den späteren Wiener Jahren wurden zwei Arbeitsgebiete für ihn immer wichtiger, zum einen die großräumige atmosphärische Zirkulation und zum anderen Wasserstandsschwankungen in Seen und Nebenmeeren, insbesondere als Seiches und Gezeiten.
Defant war von 1919 bis 1926 Professor für Kosmische Physik an der Universität Innsbruck. In dieser Zeit führte er den Nachweis, dass große turbulente Strukturen in der Atmosphäre den meridionalen Wärmetransport von tropischen zu hohen Breiten ermöglichen können.
Er galt bald auch als Fachmann für Gezeiten, wurde zu zwei Fahrten 1925 und 1926 auf dem deutschen Vermessungsschiff „Panther“ in die Nordsee eingeladen. Von 1926 bis 1945 war er Professor für Ozeanographie an der „Friedrich-Wilhelms-Universität“ (später Humboldt-Universität) und Direktor des Instituts und Museums für Meereskunde in Berlin, der damals führenden deutschen Meeresforschungseinrichtung. Nachdem Alfred Merz, der wissenschaftliche Leiter der Deutschen Atlantischen Expedition des Forschungs- und Vermessungsschiffes „Meteor“ 1925–1927 in Buenos Aires 1925 gestorben war, übernahm Defant ab 1926 die Leitung.
Seine Arbeiten in Berlin richteten sich auf die Physik des Ozeans, insbesondere auf den oberen Bereich mit der Grenzfläche zur Atmosphäre. Internationale Beziehungen bestanden vor allem zu skandinavischen Wissenschaftlern. Diese internationalen Verbindungen wurden unterbrochen durch den Zweiten Weltkrieg. Defant blieb in Berlin bis zur ersten Bombardierung des Instituts. Dann übernahm er Lehraufgaben in Wien und arbeitete in Wunsiedel, wohin die Bibliothek des Berliner Instituts gebracht worden war.
1945 wurde ihm der Lehrstuhl für Meteorologie und Geophysik an der Universität Innsbruck (jetzt wieder Österreich) angeboten. Von 1945 bis 1955 war er erneut Professor in Innsbruck und Direktor des Instituts für Meteorologie und Geophysik. In diese Zeit fiel 1949–1950 ein Gastforscher-Aufenthalt an der Scripps Institution of Oceanography der Universität von Kalifornien in La Jolla, USA. Von 1950 bis 1951 war er Rektor der Universität Innsbruck. Nach seiner Emeritierung 1955 arbeitete er wiederholt als Gastprofessor, im Zeitraum 1952–1956 an der Universität Hamburg und im Zeitraum 1956–1958 an der Freien Universität Berlin. Dazwischen lag 1957–1958 ein Aufenthalt am Sveriges meteorologiska och hydrologiska institut in Stockholm.

### Familie
Albert Defant war seit 1909 verheiratet mit Maria Krepper, mit der er drei Kinder hatte. Nach dem Tod seiner ersten Frau 1949 heiratete er 1952 Maria Theresia Schletterer. Der Meteorologe Friedrich Defant ist sein Sohn.

## Auszeichnungen
- 1912 „Ludwig Haitinger Preis“ der Österreichischen Akademie der Wissenschaften, Wien, Österreich[1]
- 1917 Goldenes Verdienstkreuz, Österreich
- 1928 „Alfred Ackermann-Teubner-Gedächtnispreis“ zur Förderung der Mathematischen Wissenschaften, Leipzig, Deutschland[14]
- 1932 „Vega-Medaille“ der Schwedischen Gesellschaft für Anthropologie und Geographie, Stockholm, Schweden[1]
- 1933 Golden „Alexander Agassiz Medal“ of the National Academy of Sciences in Washington, D.C., USA
- 1936 „Galathea-Medal“ of the Royal Danish Geographical Society, Kopenhagen, Dänemark
- 1943 „Arrhenius-Preis“ der Universität Leipzig, Deutschland[14]
- 1947 „Honorary Ring“ of the Austrian Society of the United Nations League, Wien, Österreich[15]
- 1947 Benennung des Defant-Gletschers im antarktischen Palmerland
- 1956 „Emil-Wiechert-Medaille“ der Deutschen Geophysikalischen Gesellschaft
- 1957 Ehrendoktor der Freien Universität Berlin, Deutschland[14]
- 1962 Orden „Pour le Mérite für Wissenschaften und Künste“, Deutschland[14]
- 1963 „Joachim-Jungius-Medaille“, Joachim-Jungius-Gesellschaft der Wissenschaften, Hamburg, Deutschland
- 1974 „Goldene Jubiläumsmedaille“ der Universität Innsbruck, Österreich[15]
- 1974 Ehrenzeichen für Wissenschaft und Kunst, Österreich[14]
- 1975 (posthum) Golden Honorary Medal of the Oceanography Society of Japan, Tokio, Japan[15]
- 1997 Benennung der Defantbank im antarktischen Weddell-Meer

## Ehrenmitgliedschaften
- 1926 Naturwissenschaftlich-Medizinischer Verein, Innsbruck, Österreich
- 1939 Pommersche Geographische Gesellschaft, Greifswald, Deutschland[14]
- 1939 Russische Geographische Gesellschaft, Leningrad, Russland[14]
- 1939 Royal Dutch Geographical Society, Amsterdam, Niederlande[14]
- 1949 New York Academy of Sciences, New York, USA[14]
- 1956 Deutsche Wissenschaftliche Kommission für Meeresforschung[14]

## Mitgliedschaften in Akademien der Wissenschaften
- 1919 Deutsche Akademie der Naturforscher Leopoldina[14]
- 1935 Preußische Akademie der Wissenschaften, Berlin, Deutschland[14]
- 1935 Akademie der Wissenschaften zu Göttingen, Deutschland[14]
- 1939 Österreichische Akademie der Wissenschaften, Wien, Österreich
- 1939 Royal Academy of Sciences, Göteborg, Schweden[14]
- 1942 Finnische Akademie der Wissenschaften, Helsinki, Finnland[14]
- 1945 Königlich Schwedische Akademie der Wissenschaften, Stockholm, Schweden[14]
- 1951 Bayerische Akademie der Wissenschaften, München, Deutschland[14]
- 1964 Norwegische Akademie der Wissenschaften, Oslo, Norwegen[14]
- 1964 Akademie der Wissenschaften und der Literatur Mainz, Deutschland

## Werke
Albert Defants Publikationen umfassen 222 Aufsätze und 12 Bücher. Eine Auswahl wird hier gegeben.
- Die Zirkulation der Atmosphäre in den gemäßigten Breiten der Erde (Grundzüge einer Theorie der Klimaschwankungen.). In: Geografiska Ann. 3, 1921, S. 209–266.
- Die meridionale Temperaturverteilung auf der Erde und der Massenaustausch zwischen Äquator und Pol. In: Meteor. Z. 1922.
- Gezeitenprobleme des Meeres in Landnähe. In: Probleme der Kosmischen Physik. Band 6. H. Grand, Hamburg 1925.
- Wetter und Wettervorhersage. 2. Auflage. Fr. Deutike, Wien 1926.
- Lufthülle und Klima (Atmosphere and climate). In: Enzyklopädie der Erdkunde. FR. Deutike, Wien 1928.
- Statik und Dynamik der Atmosphäre. In: Handbuch der Experimentalphysik, Geophysik. vol. 1, Wien und Harms, Leipzig 1928.
- Physik des Meeres. In: Handbuch der Experimentalphysik, Geophysik. Band 2, Wien und Harms, Leipzig 1928. (korr. 1931)
- Dynamische Ozeanographie. (= Einführung in die Geophysik. Band 3). J. Springer, Berlin 1929.
- Ozeanographie. In: Gustav Abb (Hrsg.): Aus fünfzig Jahren deutscher Wissenschaft. Die Entwicklung ihrer Fachgebiete in Einzeldarstellungen. de Gruyter, Berlin 1930, S. 371–399.
- Schichtung und Zirkulation des Atlantischen Ozeans – Die Troposphäre. (= Wiss. Ergebn. Deutsch. Atlant. Exp. Band VI(1), Lfg. 3). Berlin 1936. (Übersetzt von W. J. Emery: Stratification and Circulation of the Atlantic Ocean – The Troposphere. Al-Ahram Center for Scientific Translations, Cairo 1981)
- mit G. Böhnecke und H. Wattenberg: Die ozeanographischen Arbeiten des Vermessungs-Schiffes „Meteor“ in der Dänemarkstraße und in der Irmingersee in den Jahren 1929, 1930, 1933 und 1935. l. Teil. (= Veröff. d. Inst. f. Meereskunde, Berlin. Band 32). 1936.
- mit Hans Frebold (Hrsg.): Der Einfluss des Reflexionsvermögens von Wasser und Eis auf den Wärmeumsatz der Polargebiete. (= Veröffentlichungen des Deutschen Wissenschaftlichen Instituts DWI zu Kopenhagen. Reihe 1: Arktis. Nr. 5). Gebrüder Borntraeger, Berlin 1942.
- Die Gezeiten der festen Erde, des Meeres und der Atmosphäre. In: Preuß. Akad. d. Wissenschaften, Vorträge u. Schriften. H. 10, 1943.
- Die Geophysik und ihre Stellung im Rahmen der übrigen Naturwissenschaften. Rektorinaugurationsrede. Universität Innsbruck, 1951.
- Ebbe und Flut des Meeres, der Atmosphäre und der Erdfeste. (= Verständliche Wissenschaft. Band 49). 2. Auflage. Springer-Verlag, Berlin/Heidelberg 1973.
- Flutwellen und Gezeiten des Wassers. In: Encyclopedia of Physics. vol. 48: Geophysics II. Springer-Verlag, Berlin/Heidelberg 1957.
- mit F. Defant: Atmospherische Dynamik. Akademische Verlagsgesellschaft, Frankfurt am Main 1957.
- mit F. Defant: Physikalische Dynamik der Atmosphäre. Akademische Verlagsgesellschaft, Frankfurt 1958.
- Ebb and Flow. In: Ann Arbor Sciences Library. 2. Auflage. The University Press of Michigan, 1960.
- Physical Oceanography. Pergamon Press, New York/London/Paris, Vol. II, 1960, Vol. I, 1961.
- als Hrsg.: Wissenschaftliche Ergebnisse der deutschen atlantischen Expedition auf dem Forschungs- und Vermessungsschiff Meteor (1925–1927). de Gruyter, Berlin, DNB 451142365.